# Villa Medicea di Agnano

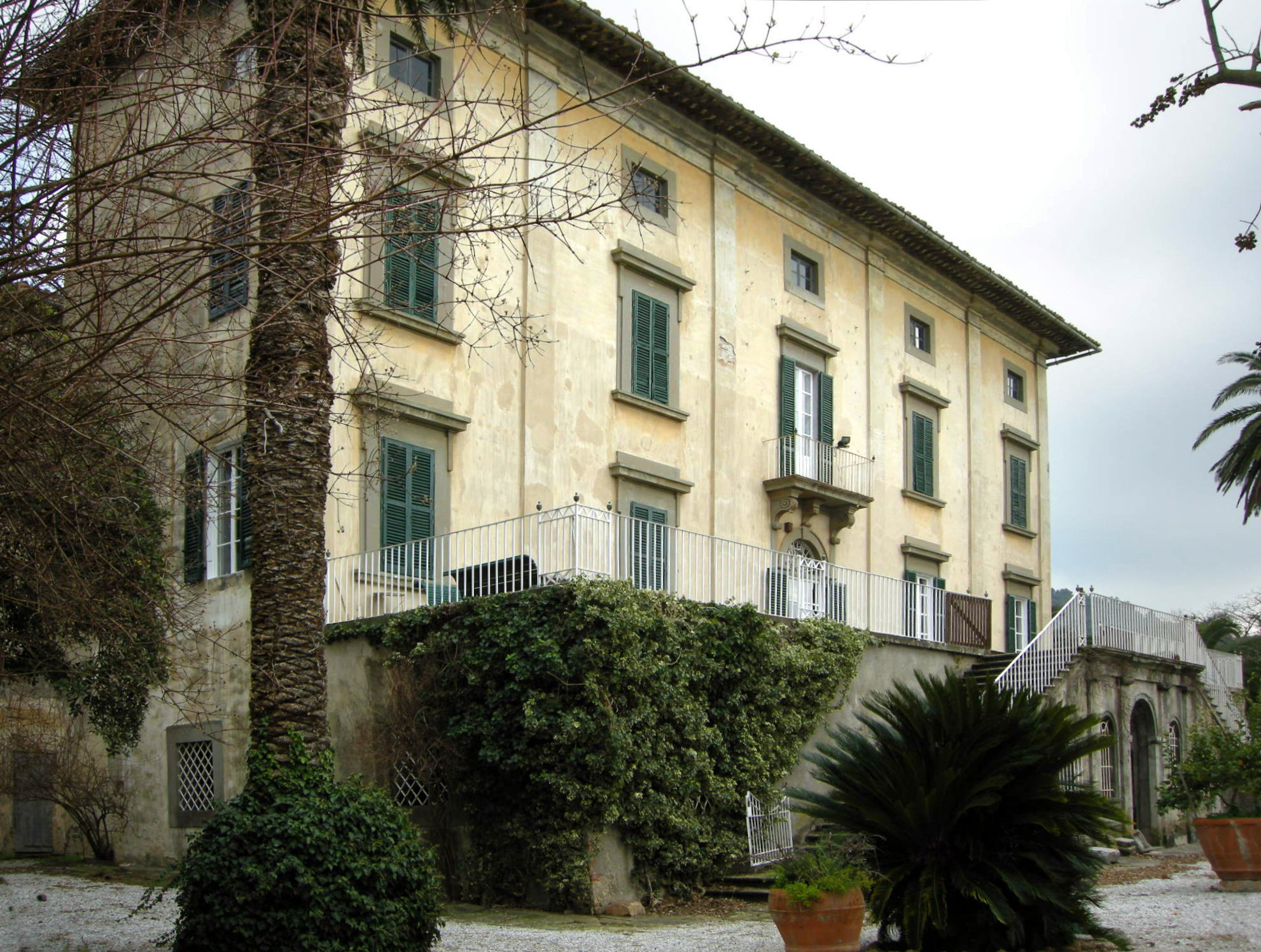
Villa di Agnano

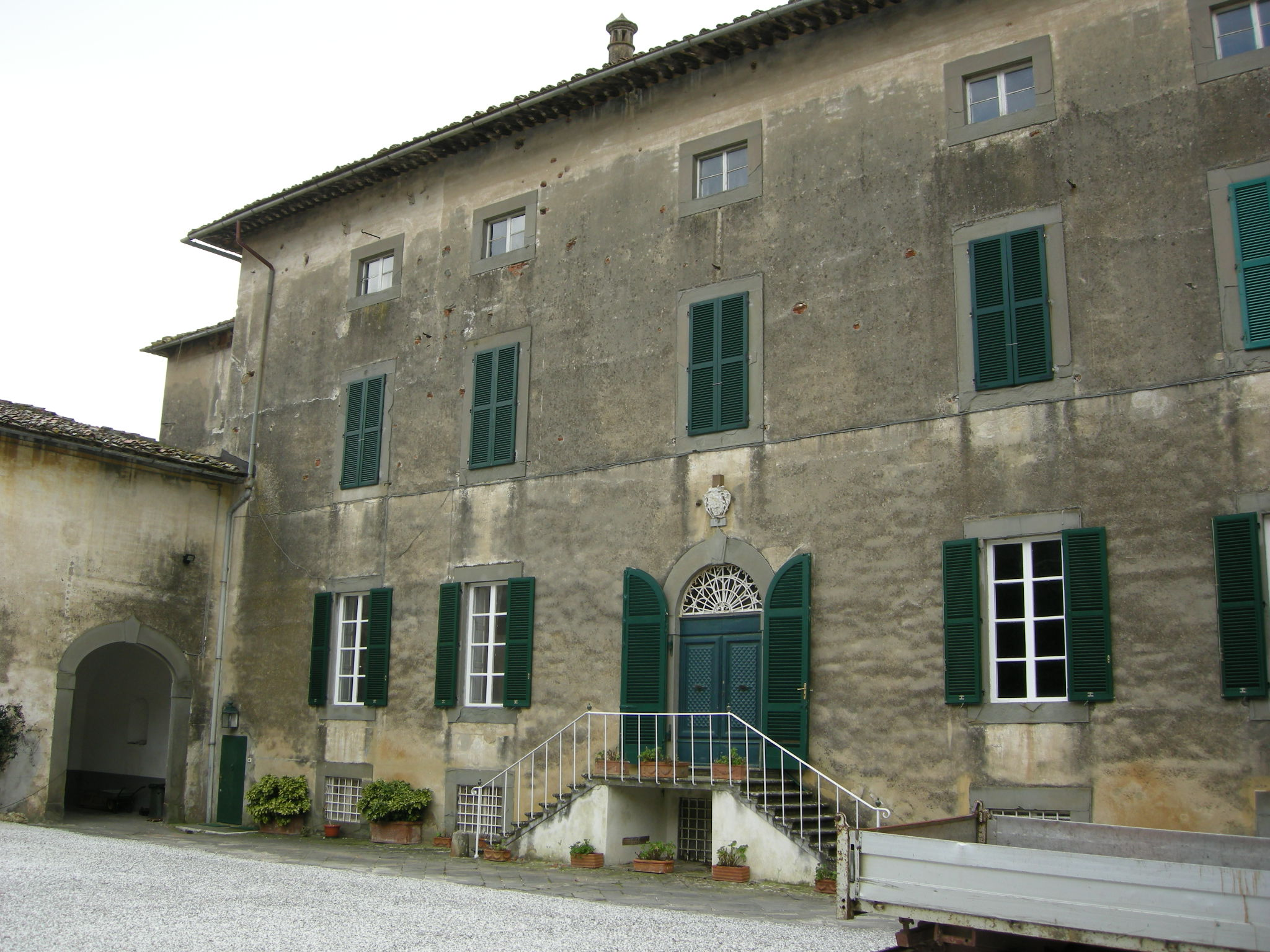
Villa di Agnano

A Villa di Agnano, ou Villa Tadini Buoninsegni, é um palácio italiano que se encontra na vizinhança da pequena fracção de Agnano, próximo de San Giuliano Terme, na Província de Pisa.
Esta villa, muito periférica em relação a Florença, foi mandada construir por Lourenço o Magnífico, depois de 1486, como pavilhão de caça, servindo logo para encontros eruditos. Situada numa posição estratégica, tanto por estar no sopé do Monte Pisano, como pela amenidade e riqueza de vegetação e água, era um lugar ideal para o repouso e para a caça. O terreno fora-lhe, de facto, concedido em enfiteusi pelos cavaleiros hospitalários de Altopascio, em 1486, juntamente com a propriedade da Villa Medicea di Spedaletto, na vizinha Volterra.
Anteriormente, o terreno pertencera aos frades olivetanos e era bastante mais pantanoso, o que levou Lourenço a proceder a trabalhos de beneficiação. Em 1489, a villa já devia estar num bom ponto, como regista uma descrição antiga que enumera cortili con logge ("pátios com loggias"), orti vivai ("viveiros"), além de pombal e galinheiro ligados às actividades rurais.
Aquando da morte de Lourenço, em 1492, a villa ainda não estava concluída, mas seguramente já era habitável, visto que em 1491 Lourenço estee ali instalado várias vezes.
Passada ao seu filho Piero, remonta a esta época um relevo e uma descrição que revelam o aspecto antigo da villa: dotada de fachada e de planta praticamente simétrica, na frente hospedava as salas dos senhores, enquanto as traseiras eram ocupadas por ambientes de uso da fazenda. Por fim, na parte de trás abria-se uma loggia, frente à qual surgia um jardim murado dividido em quatro espaços geométricos sobranceiros a uma grande tanque-viveiro.
Depois da expulsão de Piero de Florença, em 1498, a villa foi vendida, juntamente com a propriedade de Spedaletto, a Francesco Cybo Orsini, e transmitida por este ao seu filho, o Cardeal Innocenzo Cybo, em 1519. No início do século XVI foi reestruturada: segundo um desenho atribuído a Giovan Battista da Sangallo, a villa devia apresentar um corpo em U em estilo renascentista, frente ao qual estava presente um jardim à italiana, repartido por dois eixos ortogonais arborizados, dotado duma pesqueira rectangular.
Confluindo nas possessões dos Cybo Malaspina, Duques de Massa, acabou em seguida nas mãos dos Este de Modena com todo o ducado.
Com a extinção dos Este, passou para a posse de Fernando Carlos Habsburgo Lorena, que a herdou da mãe, Maria Beatrice d'Este (1750-1829). Desta época oitocentista remontam o terraço-belvedere, criado ao lado do jardim, e o parque romântico à inglesa, que compromete a estrutura original do jardim renascentista. As modificações do jardim foram obra do famoso jardineiro Maximilian Hahn, por encomenda dos novos proprietários, os Duques de Este, que passaram períodos de repouso em San Giuliano. O parque romântico à inglesa foi caracterizado por uma vasta vegetação de tílias, cedros-do-líbano, acácias e magnólias, na qual se encontravam bosquetes de camélias, prados com erva e uma série intrincada de caminhos sinuosos que levavam à velha pesqueira por um percurso labiríntico.
Mais tarde foi aqui colocado o aviário oitocentista proveniente do Jardim dos Boboli, o jardim do Palazzo Pitti, em Florença, encomendada originalmente pelo Rei Vitor Emanuel II.
Vendida em 1889 a Oscar Tobel, a villa pertence até hoje aos seus herdeiros. Em Abril de 2008 teve início uma hasta por falência, respeitante à villa e a todos os outros bens da nobre família.